# Froukje Wegman
Froukje Wegman (Gouda, 22 de abril de 1979) es una deportista neerlandesa que compitió en remo. Participó en los Juegos Olímpicos de Atenas 2004, obteniendo una medalla de bronce en la prueba de ocho con timonel.

## Palmarés internacional
| Juegos Olímpicos | Juegos Olímpicos | Juegos Olímpicos  | Juegos Olímpicos |
| Año              | Lugar            | Medalla           | Prueba           |
| ---------------- | ---------------- | ----------------- | ---------------- |
| 2004             | Atenas (Grecia)  | Medalla de bronce | Ocho con timonel |